# Melchior Rabensteiner zu Döhlau
Melchior Rabensteiner zu Döhlau († vor 1534) war ein Berater des Hochmeisters Albrecht von Brandenburg und bekleidete später Ämter in Brandenburg-Kulmbach, u. a. war er kurzzeitig Amtmann vom Epprechtstein.
Melchior Rabensteiner zu Döhlau stammte aus dem fränkischen Adelsgeschlecht der Rabensteiner zu Döhlau. Er war der Sohn von Konrad Rabensteiner und Magdalena, geborene von Bibra. Es sind drei Brüder und eine Schwester bekannt. Wie auch er sind seine Brüder Balthasar, Asmus und in der Literatur teilweise auch Alexander kurzzeitig als nachfolgende Amtmänner ihres Vaters auf der Burg Epprechtstein mit dem Ort Kirchenlamitz geführt. Sie gehörten zur Konradsreuther Linie des Geschlechtes, die mit dem oberen Schloss auch zur Hälfte in der Ortschaft Döhlau vertreten blieb. Melchior verstarb verhältnismäßig früh und hatte keine männlichen Nachkommen.
Melchior wurde für eine staatsmännische Karriere ausgewählt: Er erscheint als Rat des Hochmeisters Albrecht 1517 und 1518 in diplomatischer Mission beim Großfürsten Wassili III. in Moskau und reiste im selben Jahr zum Regenten und Bischof von Pomesanien Hiob von Dobeneck in Riesenburg.
Möglicherweise war der Tod seines Vaters 1521 der Anlass zur Rückkehr in die Heimat. In der Literatur wird er 1524 als Amtmann vom Epprechtstein geführt. 1528 unterschreibt er eine Einladung zum Rittertag in Kulmbach als Marschalk und Ritterrat des Orts Gebirg. Von seinem Ableben erfährt man indirekt aus der Tatsache, dass bereits 1534 seine Brüder mit seinem Besitz belehnt wurden.